# 宽纹南鳅
宽纹南鳅（学名：Schistura latifasciata）为輻鰭魚綱鯉形目條鳅科南鳅属的鱼类。在中国，分布于云南南部的澜沧江及其支流等，常栖息于水流湍急的砾石底质河段。该物种的模式产地在云南云县南桥河。

## 扩展阅读
維基物種上的相關：宽纹南鳅